# Sympistis zetterstedtii
Sympistis zetterstedtii là một loài bướm đêm trong họ Noctuidae.